# Svedala samrealskola
Svedala samrealskola var en realskola i Svedala verksam från 1912 till 1955. 

## Historia
Skolan inrättades som högre folkskola 1908, vilken 1911 ombildades till en kommunal mellanskola
. Denna ombildades från 1935 successivt till Svedela samrealskola.
Realexamen gavs från 1912 till 1955.
Skolbygganden tillkom 1919 och kallas Röda skolan